# Usterling
Usterling ist ein Gemeindeteil der Stadt Landau an der Isar in der Gemarkung Höcking im Landkreis Dingolfing-Landau in Bayern. Das Kirchdorf liegt einige Meter oberhalb des rechten Isarufers und wird vom Isarradweg berührt.

## Zugehörigkeit
Bis 1971 gehörte der Ort zu der selbständigen Gemeinde Niederhöcking im Landkreis Dingolfing-Landau, die zunächst mit Oberhöcking zur Gemeinde Höcking vereinigt und 1978 nach Landau eingemeindet wurde. Es besteht aber kein Siedlungszusammenhang mit Landau, so dass der Ort seinen Dorfcharakter bewahrt hat und die Eingemeindung rein verwaltungstechnisch ist.

## Beschreibung
In dem kleinen niederbayerischen Dorf mit (August 2006) 76 Einwohnern gibt es heute kein Wirtshaus und auch kein Lebensmittelgeschäft mehr. Eine Schreinerei und eine Landmaschinenhandlung sind die einzigen Betriebe. Das gesellschaftliche Leben hat sich nach der Schließung des Gasthauses teilweise nach außerhalb verlagert, insoweit teilt Usterling das Schicksal vieler anderer kleiner Orte. Da kaum Bauland vorhanden ist, geht die Einwohnerzahl von Usterling eher zurück. Zur letzten Volkszählung am 25. Mai 1987 wurden noch 102 Einwohner in 24 Gebäuden bzw. 25 Wohnungen gezählt.
Die Freiwillige Feuerwehr Usterling, die zusammen mit der Freiwilligen Feuerwehr Zulling ein gemeinsames Feuerwehrhaus benutzt, sorgt für den Brandschutz und ist der Hauptausrichter bei Traditionsfeiern und anderen gesellschaftlichen Anlässen.
Das Dorf gehört mit seiner Filialkirche St. Johannes und mit der gleichnamigen Kapelle beim Johannisfelsen zur Pfarrei St. Martin in Höcking. Weitere Baudenkmäler sind ein Bauernhaus, im Kern 18. Jahrhundert, und ein Bildstock. Siehe auch Liste der Bodendenkmäler in Usterling.

## Geschichte
Seinen Namen hat das Dorf wahrscheinlich von einem Gehöft derer zu Usterlingen, die eng mit der Stadt Landau verbunden waren. Frühe keltische Ansiedlungen wurden durch die Luftbildarchäologie erkannt; den Funden wurde aber nicht nachgegangen.

## Sehenswürdigkeiten
Bekannt ist Usterling vor allem wegen des Wachsenden Felsens (auch „Johannisfelsen“), einer Steinernen Wasserrinne, die in dieser Form ein in Europa einmaliges Naturdenkmal darstellt. Der gelöste Kalk lagert sich seit Jahrtausenden ab und bildet eine mehrere Meter hohe Wand aus Kalktuff. Der Glaube an eine Heilkraft im Wasser ist wohl die Ursache dafür, dass dieses in seiner Größe einmalige Naturdenkmal die Zeiten überdauerte.
Eine andere Sehenswürdigkeit ist die spätgotische, um 1500 erbaute Dorfkirche Sankt Johannes mit einem beeindruckenden spätgotischen Flügelaltar in einem vollrestaurierten Zustand. Der überaus reiche Aufbau über dem Schrein zeigt Johannes den Täufer und Johannes den Evangelisten als Hauptfiguren, die meisterlichen Schnitzereien auf den Altarflügeln Szenen aus dem Leben der Heiligen. Auf einem der Altarbilder wird, als ein kulturhistorisches Kuriosum, die Taufe Christi am „Wachsenden Felsen“ dargestellt.